# Ernest Desclozeaux
Pour les articles homonymes, voir Desclozeaux.
Ernest Desclozeaux est un homme politique français né le 8 juin 1802 à Paris et mort le 8 novembre 1867 à Costebelle (Var).

## Biographie
Clerc d'avoué, il devient journaliste au Globe en 1824. Conseiller auditeur à la cour d'appel de Paris en 1830, puis substitut général, il est maitre des requêtes au conseil d’État en 1837 et chef de la division des affaires criminelles et des grâces au ministère de la Justice. En 1841, il est secrétaire général du ministère et conseiller d’État. Il est député des Hautes-Alpes de 1846 à 1848, siégeant au centre. Il est recteur à Caen en 1858 puis à Aix-en-Provence en 1860.